# Phytomyza oreophila
Phytomyza oreophila este o specie de muște din genul Phytomyza, familia Agromyzidae, descrisă de Franz în anul 1947.
Este endemică în Austria. Conform Catalogue of Life specia Phytomyza oreophila nu are subspecii cunoscute.